# سونوگرافی آنومالی

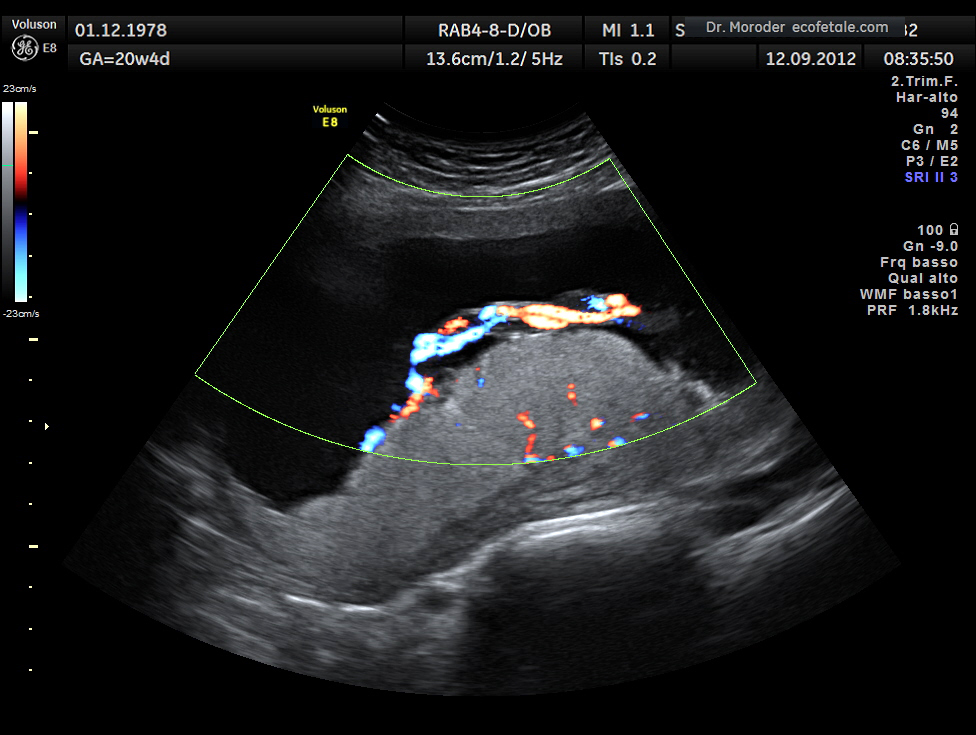
سونوگرافی آنومالی

سونوگرافی آنومالی یا سونوگرافی تفضیلی (به انگلیسی: Anomaly scan) در سه ماه دوم بارداری بین هفته‌های ۱۸ تا ۲۲ بارداری انجام می‌شود. در این سونوگرافی غربالگری مرحله دوم، اندام‌های مختلف جنین مانند معده، قلب، کلیه‌ها و …، وضعیت و محل قرارگیری جفت، میزان مایع آمنیوتیک، اندازه‌گیری اعضای بدن جنین مانند دور سر (HC)، دور شکم (AC) و استخوان ران (FL) و تعیین جنسیت بررسی می‌شود.

## موارد قابل بررسی
این سونوگرافی به‌طور دقیق استخوان‌ها، قلب، مغز، نخاع، صورت، کلیه‌ها و شکم جنین را بررسی می‌کند. همچنین این اسکن احتمال بروز مشکلات زیر را تشخیص خواهد داد:
- آنانسفالی (آلرژی‌های خطرناک)
- اسپینابیفیدا
- لب شکری
- فتق دیافراگم
- گاستروشیزیس
- ناهنجاری‌های مادرزادی قلبی
- آژنزی دو طرفه کلیه
- دیسپلازی اسکلتی کشنده
- سندرم ادواردز یا T18
- سندرم پاتائو یا T13

بنابراین به‌طور کلی می‌توان گفت این سونوگرافی در هفته ۲۰ بارداری به خوبی روند طبیعی رشد جنین را بررسی می‌کند و پزشک در صورت مشاهده موارد مشکوک آزمایش‌های تکمیلی مانند آمنیوسنتز یا سل فری را تجویز خواهد کرد.

## تعیین جنسیت
خیلی از خانم‌های باردار دوست دارند قبل از زایمان جنسیت فرزند خود را بدانند. افراد قدیمی این کار را بر اساس تجربه و دیدن برخی نشانه‌ها تا حدودی انجام می‌دادند اما خیلی مواقع حدس آن‌ها اشتباه بود. امروزه با پیشرفت علم و تکنولوژی این کار را در ابتدای سه‌ماهه دوم با استفاده از سونوگرافی شکمی بر اساس تشخیص نوع آلت تناسلی تشکیل شده در جنین انجام می‌دهند.
اگر جنین در وضعیت نامناسبی دراز کشیده باشد یا زیاد حرکت کند، یا اگر وزن شما بیش از حد متوسط شده‌است و بافت‌های چربی شکمی شما زیاد باشد، تهیه یک تصویر خوب دشوار است؛ بنابراین احتمال تشخیص ندادن جنسیت در این هفته هم با توجه به شرایط بالا هست.

## نحوه انجام
این سونوگرافی بسیار ساده و راحت است و مدت زمان آن نیز کوتاه می‌باشد. برای انجام این کار نیازی به ناشتا بودن یا پر بودن مثانه نیست. در این سونوگرافی بعد از زدن ژل مخصوص روی پوست شکم، یک پروب (دسته مخصوص سونوگرافی برای تصویر برداری) روی شکم حرکت می‌کند تا بدن کودک را به‌طور کامل بررسی نماید. بعد از انجام این کار یک تصویر سیاه و سفید بزرگ از جنین روی مانیتور متصل به دستگاه نمایش داده می‌شود. این سونوگرافی شما را اذیت نمی‌کند و تنها ممکن است حین انجام سونو برای نمایش بهتر از تصویر جنین کمی فشار روی شکم ایجاد نماید.